# Amphinemura arcadia
Amphinemura arcadia är en bäcksländeart som först beskrevs av Aubert 1956.  Amphinemura arcadia ingår i släktet Amphinemura och familjen kryssbäcksländor. Inga underarter finns listade i Catalogue of Life.